# Batterie suédoise du fort Gustave-III
La batterie suédoise du fort Gustave-III date de 1787. Elle est située à Gustavia dans l'île de Saint-Barthélemy. L'enceinte, la citerne, la poudrière et la boulangerie sont protégés au titre des Monuments historiques à la fin du XVIIe siècle. On y trouvait une caserne et d’autres bâtiments tels qu’un poste de garde.

## Historique
Cette batterie fait l’objet d’une inscription au titre des Monuments historiques depuis le 1er août 1995.
Le fort, qui tire son nom du roi de Suède Gustave III, porte différentes appellations : « Gustave-III », « Gustaf-III » ou « Gustav-III ».

## Présentation
C’était le fort le plus important de Gustavia pendant la période suédoise. Il fut construit sur les ruines d’un fort lui-même édifié par les Français en pierre pour 12 hommes et une baraque en bois. Vers la fin de la période suédoise, la batterie tomba en ruine. Du fort Gustav ne subsiste aujourd’hui que la partie en pierre du corps de garde et les citernes à l’arrière de la station météo. Les canons en fibre de verre nous rappellent l’époque où Gustavia était une ville fortifiée.
En 2004, la station météo a été rebaptisée « espace météo Caraïbe » offrant un espace musée météorologique.

### Source
- « Gustavia historique », sur saintbarth-tourisme.com, Comité territorial du tourisme (consulté le 5 mars 2012)